# Gandini Lianos
Gandini Lianos est un cheval hongre d'obstacle de robe baie et de race Holsteiner. Il toise 1,68 m au garrot. Né en Allemagne en 1987, il est monté par le cavalier brésilien Rodrigo Pessoa et remplace Baloubet du Rouet comme cheval de tête. Il remporte la médaille d'or aux jeux équestres mondiaux de 1998.
Il meurt en janvier 2019